# العرابة (أولاد عياد)
العرابة هو دُوَّار يقع بجماعة سيدي حجاج، إقليم سطات، جهة الدار البيضاء سطات في المملكة المغربية. ينتمي الدوّار لمشيخة أولاد عياد التي تضم 14 دوار. يقدر عدد سكانه بـ 219 نسمة حسب الإحصاء الرسمي للسكان والسكنى لسنة 2004.

## روابط خارجية
- البوابة الوطنية للجماعات الترابية
- المندوبية السامية للتخطيط